# Air Lituanica

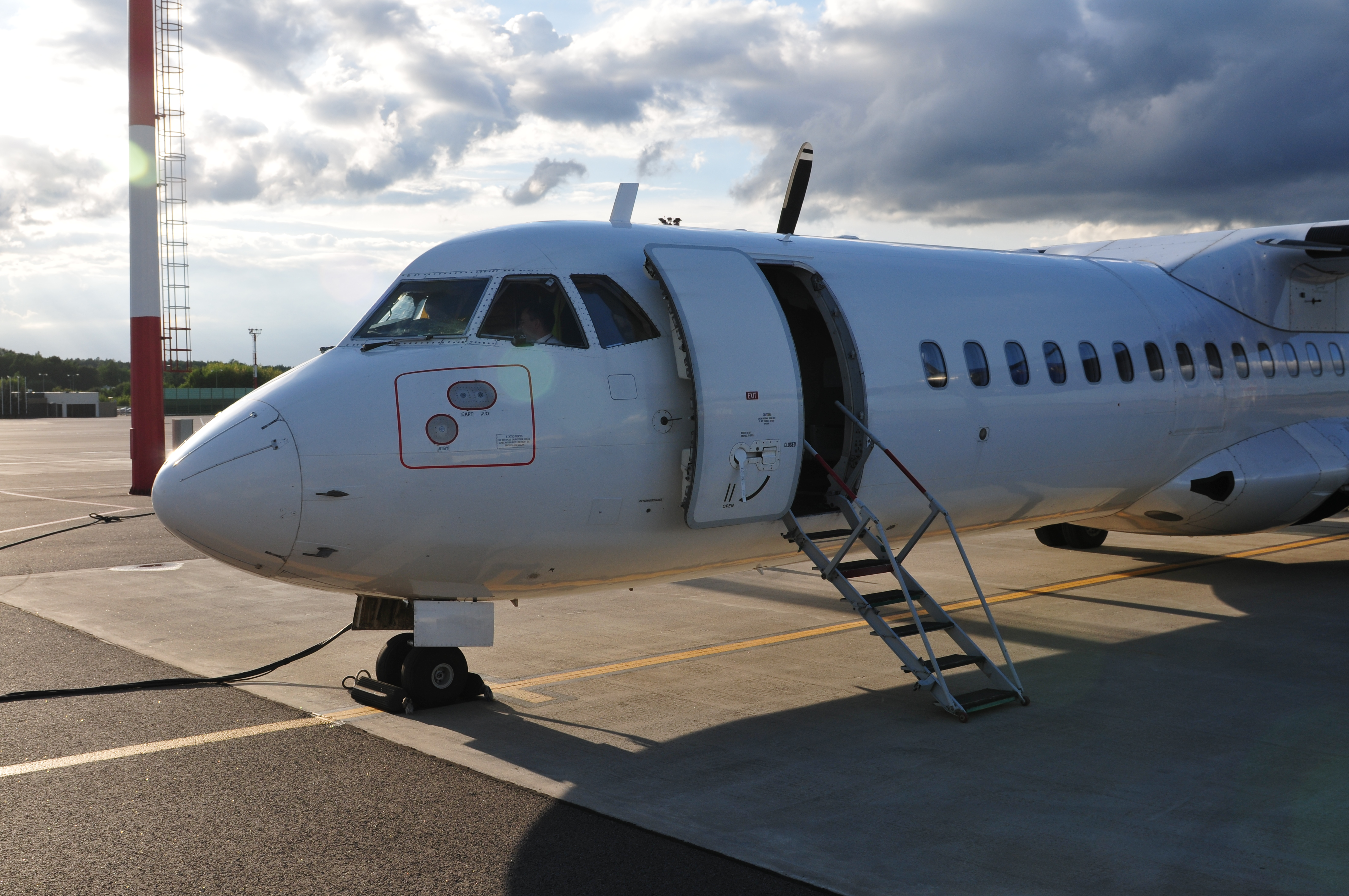
ATR 72 Air Lituanica

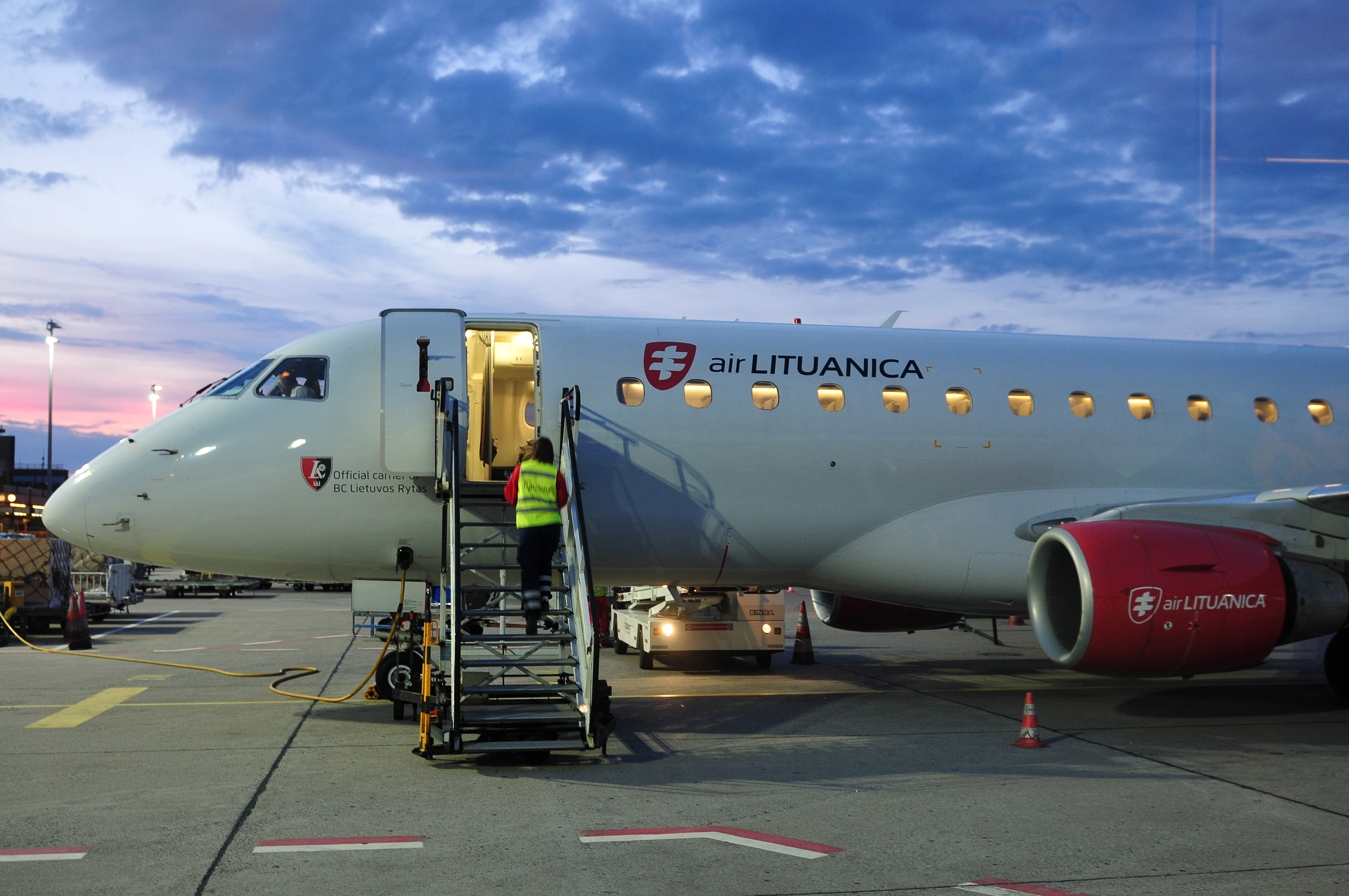
Embraer 175 Air Lituanica

Air Lituanica was een Litouwse luchtvaartmaatschappij met als basis Vilnius, Litouwen. Het werd officieel opgericht op 1 mei 2013 met plannen om te beginnen met het uitvoeren van vluchten naar Brussel, Amsterdam en Berlijn op 1 juli. Het zal twee toestellen leasen, 1 Embraer 175 en 1 Embraer 170, waarvan het laatste van Estonian Air komt. Air Lituanica zal starten met een nauwe samenwerking met Estonian Air door het gebruik van de maatschappij haar crew en het gebruik van hetzelfde ticketdistributiesysteem en vluchtnummers.
De maatschappij is vernoemd naar Lituanica, een vliegtuig bestuurd door Steponas Darius en Stasys Girenas, twee Litouwse luchtvaartpioniers die ermee een trans-Atlantische vlucht uitvoerden in 1933.

## Geschiedenis
De verkoop van tickets werd gestart in begin juni 2013 met gebruik van de boekkanalen van Estonian Air. De maatschappij begon met vluchten op 30 juni 2013, op de route Vilnius–Brussel met een geleasede Embraer E170.
De maatschappij stopte haar operatie op 22 mei 2015.

## Vloot
De Air Lituanica-vloot bestond uit de volgende toestellen:
| Toestel     | In Vloot | Bestellingen | Passagiers | Notities                                 |
| ----------- | -------- | ------------ | ---------- | ---------------------------------------- |
| Embraer 170 | 1        | 0            | 76         | ex ES-AEB (cn 17000106) van Estonian Air |
| Embraer 175 | 1        | 0            | 86         | ex PP-PJD (cn 17000017) van ECC Leasing  |
| Totaal      | 2        | 0            |            |                                          |